# 喀山的易卜拉欣汗
易卜拉欣汗（İbrahim khan；?—1479年），喀山汗國可汗，馬赫第提克之子，他在前可汗哈里里死後即位，並和他遺孀努爾蘇爾妲結婚。
他本來執行反莫斯科公國政策，1467年-1469年和1478年兩次和莫斯科公國開戰，後與伊凡三世締結條約，所有俄羅斯俘虜被釋放出來。他也是不干涉莫斯科公國内政政策的支持者。
| 前任者： 哈里里 | 喀山汗國君主 1467年–1479年 | 繼任者： 伊爾哈姆 |